# Alvine Njolle
Alvine Njolle, née le 9 mai 1994, est une footballeuse internationale camerounaise qui joue en tant que défenseur pour le Caïman Douala et l'équipe nationale féminine du Cameroun.

## Biographie

### Carrière internationale
Njolle joue avec la sélection camerounaise lors du Tournoi pré-olympique féminin de la CAF 2020 (quatrième tour).

## Palmarès
- Championnat de Biélorussie féminin de football
  - Vainqueur en 2016, 2017, 2018 et 2019
- Coupe de Biélorussie féminine de football
  - Vainqueur en 2016, 2017, 2018 et 2019